# Рогівське
Рогі́вське — село в Україні, у Криничанській селищній громаді Кам'янського району Дніпропетровської області.
Населення — 197 мешканців.

## Населення

### Мова
Розподіл населення за рідною мовою за даними перепису 2001 року:
| Мова       | Кількість | Відсоток |
| ---------- | --------- | -------- |
| українська | 195       | 98.98%   |
| російська  | 1         | 0.51%    |
| білоруська | 1         | 0.51%    |
| Усього     | 197       | 100%     |

## Географія
Село Рогівське знаходиться на лівому березі річки Мокра Сура, вище за течією на відстані 1 км розташоване село Новоселівка, нижче за течією на відстані 0,5 км розташоване село Чернече, на протилежному березі — села Зелений Кут і Іллінка. Поруч проходить автомобільна дорога Т 0430.